# Yuseong (Daejeon)
Yuseong es un distrito de Daejeon, Corea del Sur, conocido por las industrias de alta tecnología, Daejeon Expo '93, Daedeok Ciencia Valley y el Distrito Especial de Turismo Yuseong. Centro Islámico Daejeon también se encuentra en Kung-dong, Yuseong-gu.
Yuseong primero comenzó su negocio de spa en el año 1913, y por la década de 1970, se hicieron grandes avances, añadiendo 12 hoteles más en la zona, lo que lleva a esta área para ser designado por primera vez como el Spa Zona Especial en 1981 y, finalmente, como el Distrito Especial de Turismo Yuseong por 31 de agosto de 1994.

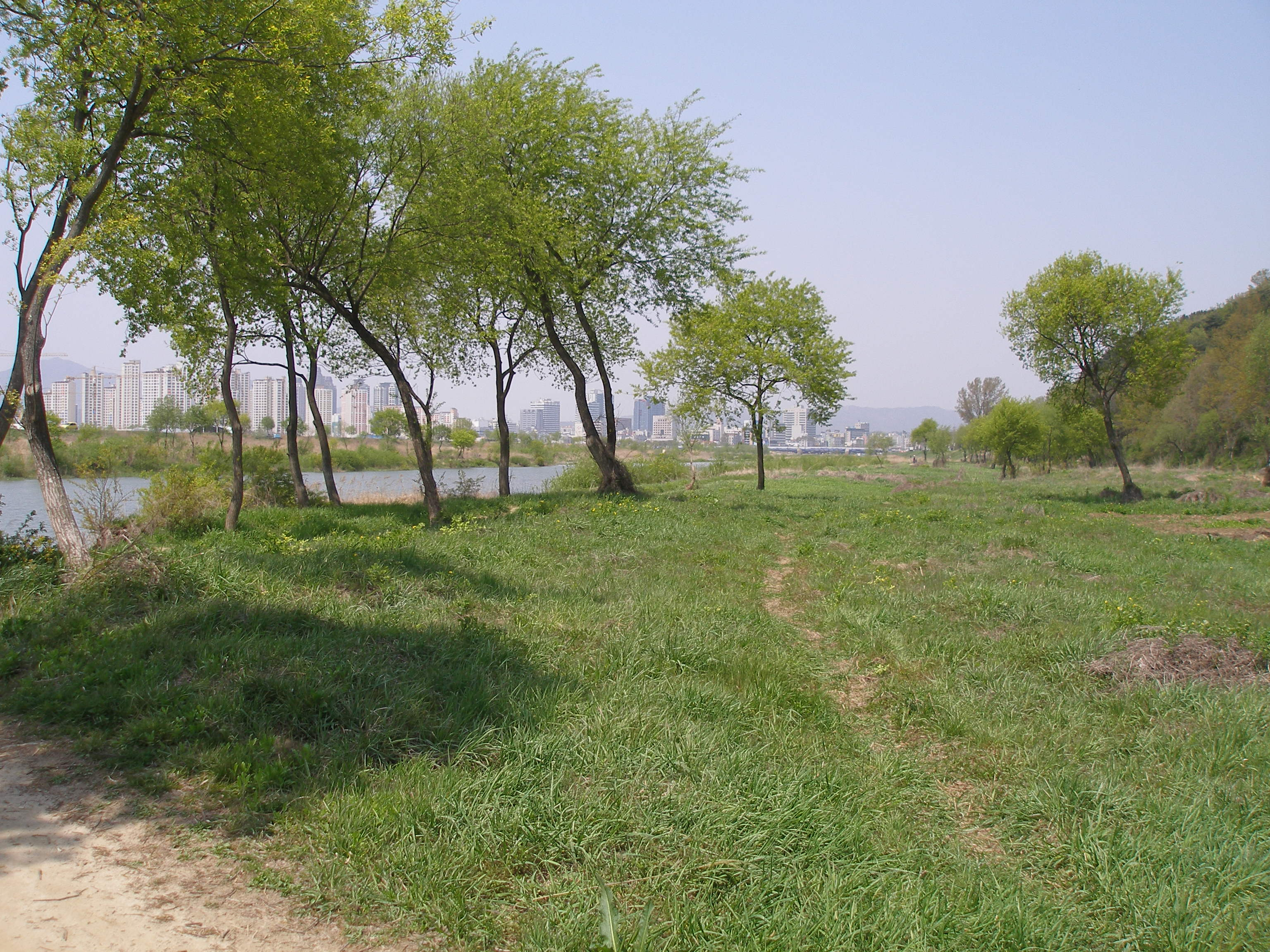
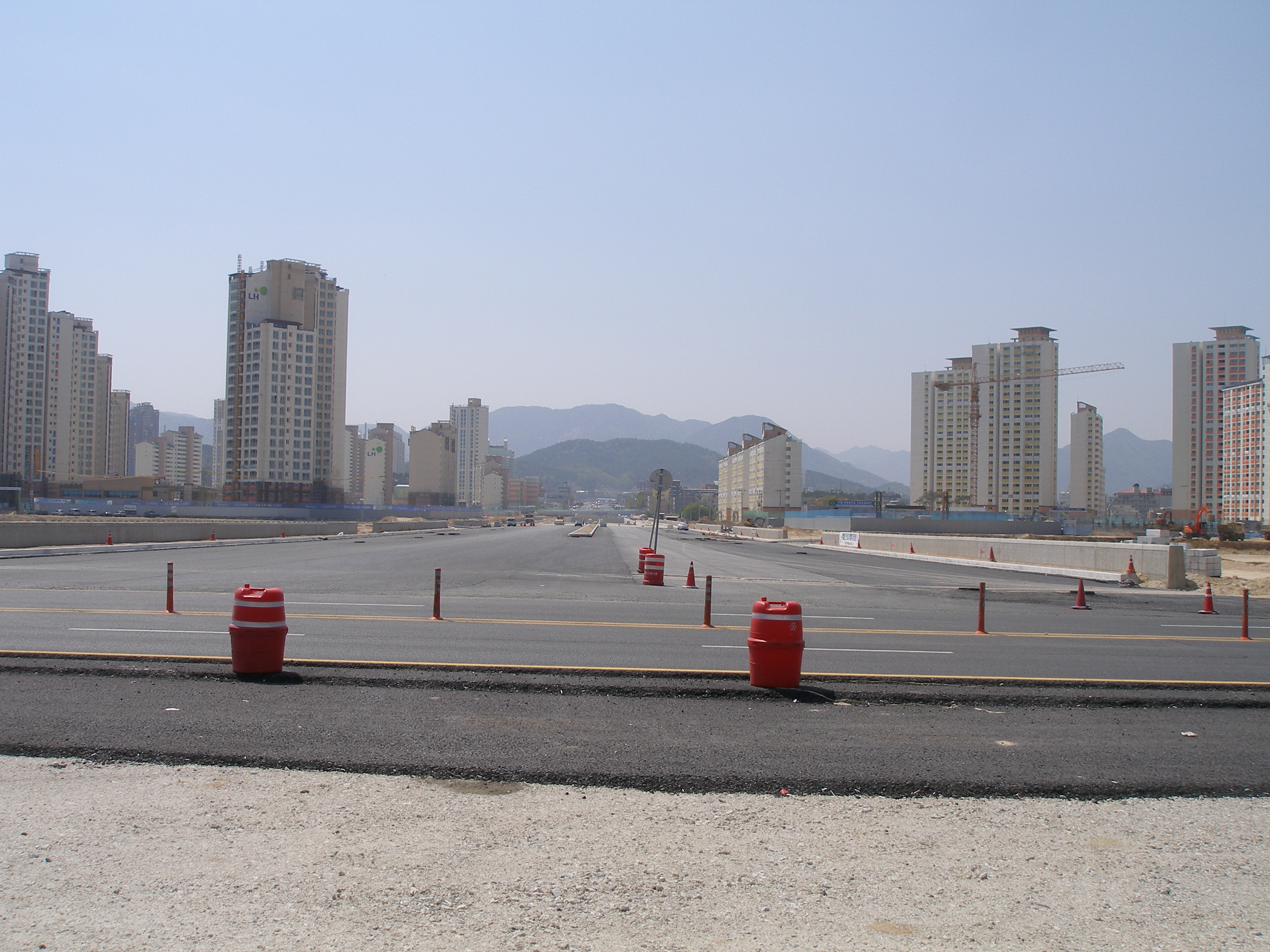

Desde la época de Baekje, los viajeros han visitado Yuseong de fuentes y manantiales naturales. Esto dio como resultado en última instancia, en la creación del Distrito Especial de Turismo Yuseong. La mayoría de los hoteles en Daejeon se encuentran en esta zona, y es uno de los centros comerciales de Daejeon Metropolitan City. Algunas de vista importante ver lugares son el Museo Geológico, Museo de la Moneda, Museo de Historia Natural, Museo de Prehistoria de Daejeon, Asia Museum, Yeojin Gallery, y Daejeon Museo de Arte. Atracciones orientados a la ciencia como Museo Nacional de la Ciencia, Observatorio espacial de Daejeon, Daedeok Ciencia Town, y Daejeon Instituto de Educación y Ciencia.
Parques como Expo Parque Científico y Kumdori Land. Centros culturales como Universidad Mokwon Daedeok Ciencia Centro Cultural, Centro Cultural Internacional Jeongsimhwa, Expo Art Hall, Suwungyo Cheondan, Ahnsansanseong (Fortaleza), JimJam escuela confuciana y Ssunghyeon Ancient Lecture Hall.

## Barrios
- Jangdae-dong
- Guam-dong
- Eoun-dong
- Guseong-dong
- Bongmyeong-dong
- Noeun-dong
- Jijok-dong
- Banseok-dong
- Doryeong-dong
- Sinseong-dong
- Songjeong-dong
- Jeonmin-dong
- Gung-dong
- Sangdae-dong